# Homoneura hawaiiensis
Homoneura hawaiiensis är en tvåvingeart som först beskrevs av Grimshaw in Grimshaw och Speiser 1902.  Homoneura hawaiiensis ingår i släktet Homoneura och familjen lövflugor. Inga underarter finns listade i Catalogue of Life.